# Джульет Бёрк
Доктор Джульет Берк (урожденная Карлсон) — персонаж телесериала ABC «Остаться в живых», роль которой исполнила Элизабет Митчелл. Впервые появилась в третьем сезоне сериала. Флэшбеки раскрывают прошлое персонажа, как специалиста по лечению бесплодия, нанятого для решения проблемы фертильности острова, когда беременные женщины умирают после зачатия. Бен Лайнус обманул Джульет, не позволив ей покинуть Остров и снова увидеть свою сестру, пока она не найдет решение проблемы. Джульет предает Бена и Других, когда ее отправляют в качестве шпиона в лагерь выживших. Сначала она сближается с Джеком Шепардом (оба врачи, провели много времени вместе путешествуя по острову), но в дальнейшем влюбляется в Джеймса «Сойера» Форда, с которым переходит в иную жизнь в финале сериала.
Джульет представлена зрителю как неоднозначная антигероиня. Однако все её поступки обоснованы и направлены на помощь тем, кого она считала правым, или помогли бы ей покинуть Остров. На протяжении сериала показывает свой ум, находчивость, профессионализм, пытается помочь окружающим. Персонаж изначально задумывался сценаристами как мост между Другими и выжившими, а также как следующий возможный любовный интерес для Джека, хотя ее сюжетная линия развивалась и расширялась по мере развития сюжета. Актриса Элизабет Митчелл появилась в нескольких мобизодах.

## История персонажа
Когда Джульет Карлсон была ребенком ее родители развелись. Повзрослев, Джульет получила образование и стала работать врачом-репродуктологом в Центральном университете Майами. Вышла замуж за Эдмунда Берка (Желько Иванек) и работала под его руководством. Впоследствии они развелись, но о причинах развода не известно. Помимо основной работы Джульет проводила несанкционированные эксперименты, пытаясь восстановить фертильность своей сестры Рэйчел (Робин Вейгерт) , поскольку ее репродуктивная система была разрушена химиотерапией. Джульет даже удалось оплодотворить самца мышей во время тестового испытания.
В 2001 году к Джульет обращается Ричард Алперт (Нестор Карбонель) из Mittelos Bioscience, который предлагает ей работу в Портленде, штат Орегон. Заявив, что Эдмунд никогда не позволит ей покинуть университет, Джульет саркастически шутит, что она сможет принять предложение, только «если его собьёт автобус». Джульет узнает от Рэйчел, что ее эксперименты сработали, поскольку она, наконец, беременна. Эдмунд знает о экспериментах Джульет, и что она забирает без разрешения необходимые лекарства и реактивы. Также он узнает о беременности Рэйчел, но Джульет встретив его на улице просит не афишировать эту новость и сохранить конфиденциальность Рэйчел. Не успев договорить, Эдмунд начинает переходить проезжую часть и его сбивает автобус. Ричард и Итан Ром (Уильям Мапотер) появляются в морге, чтобы предложить Джульет еще один шанс согласиться на работу, которая, как она полагала продлится всего шесть месяцев. Вскоре после этого рак Рэйчел переходит в ремиссию. Перед отъездом Ричард говорит Джульет, что место новой работы «не совсем в Портленде» и просит ее выпить апельсиновый сок со снотворным. Она выражает свои сомнения, но Ричард уверяет ее, что чудесное зачатие Рэйчел вопреки всему - это только начало того, чего она может достичь, и обещает, что увидит вещи за пределами ее понимания. Соблазненная любопытством, Джульет выпивает сок и тут же теряет сознание. Очнувшись, Джульет обнаруживает себя связанной и пугается, но рядом появляется Итан и помогает ей встать. Джульет понимает, что находится на подводной лодке.

## Прибытие на остров
Джульет просыпается на борту подводной лодки "Галага", которая принадлежит Другим. Итан помогает ей встать, и она выходит на пирс Острова. На пирсе ее встречает Бенджамин «Бен» Лайнус [3]. Джульет дарят собственный дом в Казармах Чужих, а также начинают сеансы терапии с доктором-психологом Харпер Стэнхоуп (Андреа Рот) [4]. В сентябре 2001 года, после шести месяцев на острове, на которые она согласилась работать, Джульет рассказывает Бену, что проблема из-за которой беременные женщины умирают, возникает во время зачатия. Джульет считает, что ей больше нечего делать на Острове, и просит вернуться домой, но Бен сообщает ей, что рак Рэйчел вернулся, и обещает вылечить ее, если она останется на Острове и продолжит свою работу [3].
В течение следующих трех лет Джульет продолжала работать над проблемой, но успехов не было. В какой-то момент у Джульет завязывается роман с бывшим мужем Харпер, Гудвином Стэнхоупом (Бретт Каллен) [3] [4]. Харпер узнает об этом и предупреждает Джульет о последствиях, которые будут со стороны влюбленного в нее Бена. Джульет с подозрением относится к Бену, когда замечает опухоль позвоночника на его рентгеновских снимках; поскольку у Бена диагностировали рак, она убеждалась, что он солгал о возможности вылечить Рэйчел. В ярости Джульет противостоит ему из-за его очевидного обмана и со слезами на глазах просит покинуть Остров, но Бен отказывает [3]. На следующий день Джульет готовится провести у себя в доме книжный клуб, когда ее посещает одна из Других - Амелия (Джули Адамс). Джульет готовится показать ей рентгеновские снимки Бена, но прибывают остальные члены клуба [5]. Во время обсуждения романа Стивена Кинга "Кэрри" члены клуба почувствовали сильные подземные толчки. Выйдя на улицу Джульет и Другие становятся свидетелями крушения рейса 815 Oceanic на острове 22 сентября 2004 г.

## После авиакатастрофы рейса 815 Oceanic
Почти все события после авиакатастрофы до встречи с выжившими с Джульет показаны в виде флэшбэков и в мобизодах. Сразу после крушения самолета Бен отправляет Гудвина и Итана, чтобы те собрали информацию о выживших. Вскоре становится очевидным, что Бен отослал Гудвина из ревности к Джульет. На станции «Пламя» Михаил Бакунин (Эндрю Дивофф) показывает Джульет в прямом эфире её сестру Рэйчел, вылечившуюся от рака. Спустя несколько недель Бен приглашает Джульет на званый обед, который по сути был свиданием. Джульет ссорится с Беном. Через несколько дней Бен ведет Джульет к трупу Гудвина (был убит выжившими после того как его раскрыли) и в порыве ревности кричит на неё. Расстроенная Джульет остается оплакивать Гудвина.
Позже Джульет и Бен со станции "Жемчужина" наблюдают за выжившими. Бен раскрывает свое намерение похитить некоторых из них. Джульет помогает заботиться о похищенных детях - Заке (Микки Грау) и Эмме (Кирстен Хэвлок). После похищения Уолтера Ллойда (Малкольм Дэвид Келли) Джульет замечает, что он «особенный» и его следует как можно скорее увезти с Острова.
Другим позже удается похитить отца Уолта, Майкла Доусона (Гарольд Перрино). Джульет сообщает Майклу, что Другие согласились дать ему лодку в обмен на его помощь в освобождении Бена, которого поймали оставшиеся в живых. В пятом сезоне перемещается во времени вместе с Сойером и становится сотрудником Дхармы. Живёт вместе с Сойером в одном домике. Погибает после падения в шахту и взрыва водородной бомбы. В последнем сезоне в альтернативной реальности работает врачом и встречает некоторых из тех, с кем была на острове. Встречает и "вспоминает" Сойера в больнице у вендингового автомата, с которым потом оказывается в финальной сцене в церкви.

## Оценки и мнения
Морин Райан из Chicago Tribune объявила Джульет «лучшей злодейкой осени 2006», сказав, что до третьего сезона она думала, что самым пугающим отрицательным персонажем в сериале является Бенджамин Лайнус (Майкл Эмерсон), но Джульет оказалась ещё страшнее. Entertainment Weekly описывал «интриганку Джульет» как «занимательную второстепенную героиню». Джон Лэконис  из BuddyTV охарактеризовал вторую центральную серию Джульет «Одна из нас» как «практически самую идеальную серию „Остаться в живых“ из всех когда-либо созданных, без исключений». В той же рецензии он похвалил актёрскую игру Элизабет Митчел. Эта героиня оказалась на седьмом месте в списке «10 самых привлекательных женщин-докторов на ТВ», составленном Wetpaint.
За роль в эпизоде четвертого сезона «Другая женщина», посвященном Джульет, Митчелл получила награду за «Лучшую женскую роль второго плана на телевидении» на 34-й церемонии вручения премии Saturn Awards в 2008 году. Также Элизабет Митчелл выдвигалась на участие в премии Эмми 2007 в категории «лучшая женская роль второго плана в драматическом телесериале», но не была номинирована. В 2010 году она была номинирована на премию за «финальную серию проекта», на этот раз в категории «Лучшая приглашённая актриса в драматическом телесериале».